# Trachylepis socotrana
Trachylepis socotrana este o specie de șopârle din genul Trachylepis, familia Scincidae, descrisă de Wilhelm Peters în anul 1882. A fost clasificată de IUCN ca specie cu risc scăzut. Conform Catalogue of Life specia Trachylepis socotrana nu are subspecii cunoscute.

## Galerie

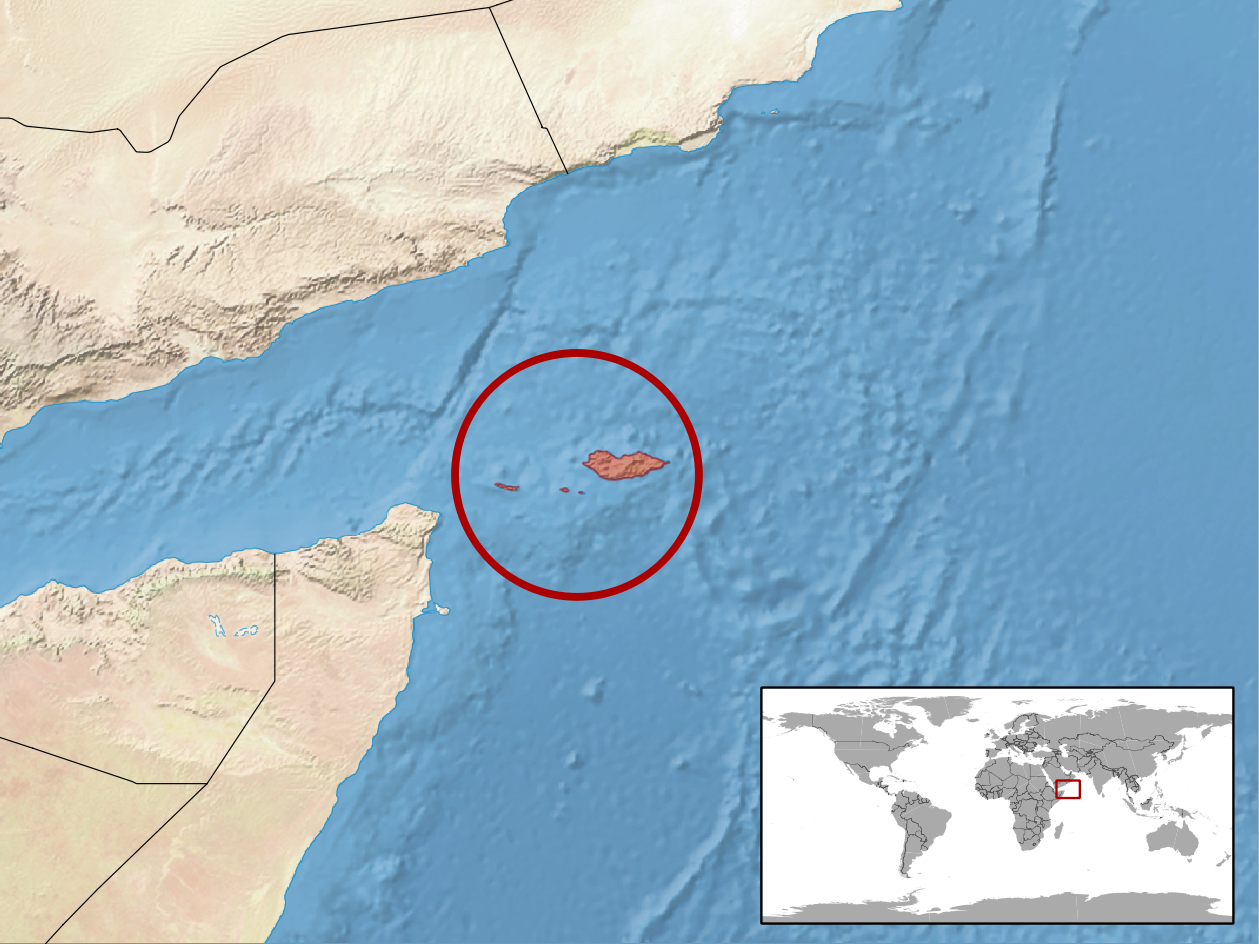